# Дарабанське плесо
Дараба́нське пле́со — іхтіологічний заказник місцевого значення в Україні. Розташований у межах Хотинського району Чернівецької області, біля села Анадоли.
Площа 32 га. Статус надано 1994 року. Перебуває у віданні національного природного парку «Хотинський».
Іхтіологічний заповідник «Дарабанське плесо» створений з метою охорони місць нерестилищ промислових і рідкісних видів риб. Дністер є однією з небагатьох річок Європи, де збереглась життєздатна популяція рідкісних видів риб — стерляді, вирезуба, рибця, лосося дунайського, білизни, чопа, умбри тощо. У Дністровському водосховищі 18 видів риб підлягають охороні. З них 2 занесені до Європейського Червоного списку, 11 — до Червоної книги Міжнародної спілки охорони природи, 3 — до Червоної книги України, 15 видів охороняються Бернською конвенцією про охорону дикої фауни і флори і природних середовищ існування в Європі. Особливу увагу приділяють двом видам риб: стерлядь та чіп великий, популяція яких дуже мала і вилов суворо заборонений.
Стерлядь — acipenser ruthenus (родина осетрові), Веде придонний спосіб життя, обираючи найглибші місця в річках. Тримається переважно поодинці, зрідка невеликими групами. Вилов заборонено Правилами рибальства у внутрішніх водоймах України (1985 р.).
Чіп великий — zingel zingel (родина окуневі), водиться переважно в глибоководних ділянках річок з швидкою течією та твердим дном з піску, гальки або глини. Вид занесений до ЄЧС. Вилов заборонений Правилами любительського і спортивного рибальства у внутрішніх водоймах України (1990 р.).

Цікавим об'єктом є залишки старого дзоту посеред річки. Він слугував захисним прикордонним укріпленням в оборонній «Лінії Сталіна».

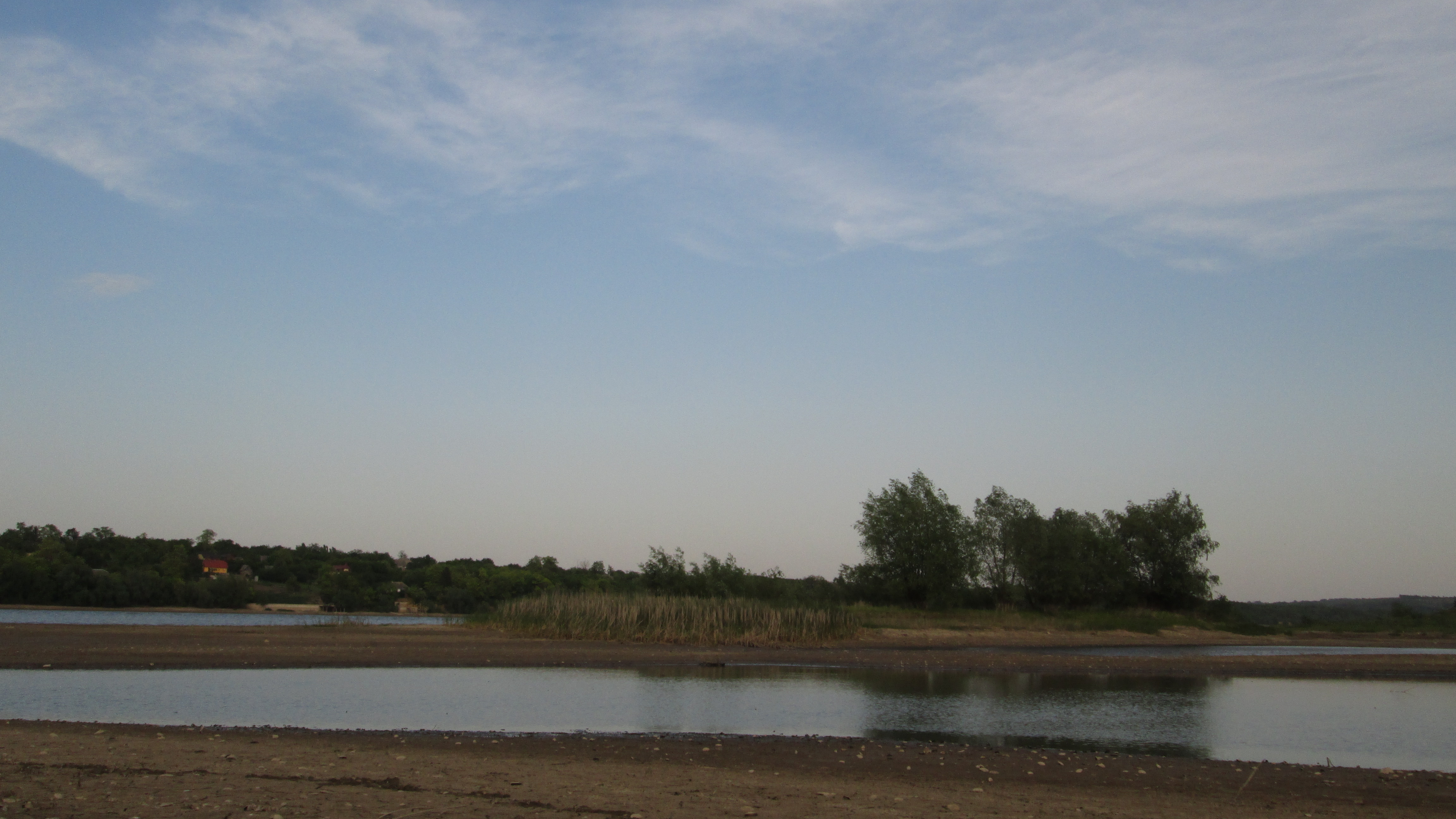
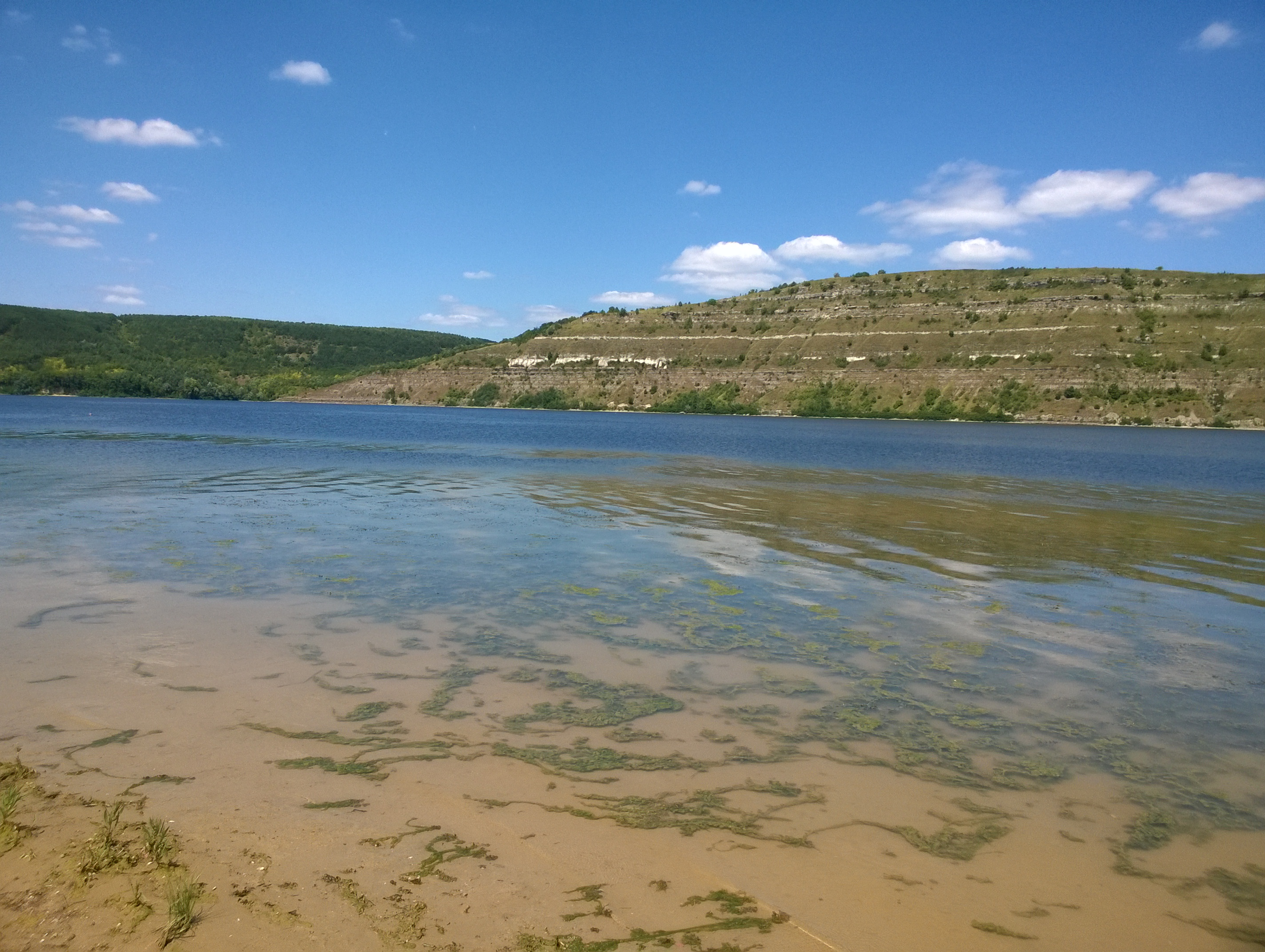
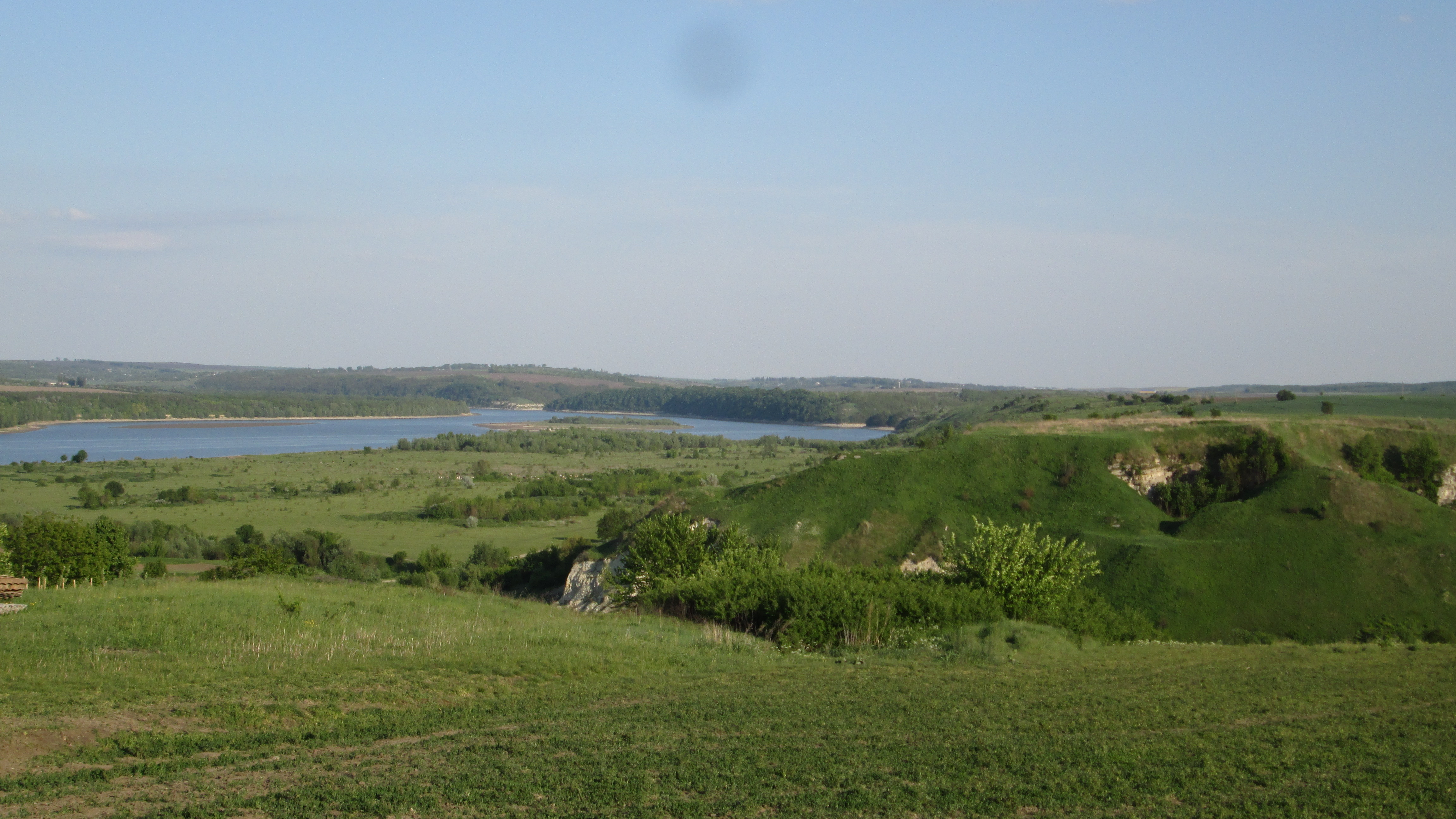